# Sernovodskoe
Sernovodskoe (in russo Серноводское?; in ceceno Эна-Хишка, Zna-Xiṣka) è una città della Russia che si trova nella Repubblica Autonoma della Cecenia. È il centro amministrativo del distretto Sernovodskij.
La città è situata ai piedi del versante meridionale dei monti Sunženskij, su entrambe le sponde del fiume Sunža, 58 km a ovest della città di Groznyj e 8 km a est della città di Sunža.